# Phaeostemma
Phaeostemma é um género de plantas com flores pertencentes à família Apocynaceae.
A sua distribuição nativa é no Norte da América do Sul, Sudeste e Sul do Brasil ao Nordeste da Argentina.
Espécies:
- Phaeostemma brasiliensis Morillo
- Phaeostemma fucata (Woodson) Morillo & Krings
- Phaeostemma glaziovii E.Fourn.
- Phaeostemma hatschbachii Morillo
- Phaeostemma kelleri Morillo
- Phaeostemma riedelii E.Fourn.
- Phaeostemma surinamensis Morillo & Krings